# Æthelberht của Kent
Æthelberht (/ˈæθəlbərt/; cũng gọi là Æthelbert, Aethelberht, Aethelbert hoặc Ethelbert; k. 550 – 24 tháng 2 616) là Vua của Kent từ khoảng năm 589 cho đến khi qua đời. Tu sĩ Bede Chân phước ở thế kỷ thứ VIII, trong Lịch sử Giáo hội Anh, liệt kê ông là vị vua thứ ba nắm giữ đế quốc trên các vương quốc Anglo-Saxon khác. Vào cuối thế kỷ thứ chín Anglo-Saxon Chronicle, ông được gọi là một bretwalda, hay "người cai trị nước Anh". Ông là vị vua đầu tiên của Anh đổi tôn giáo sang Cơ đốc giáo.